# Charles James Richardson
Charles James Richardson (1806–1871) fue un arquitecto, artista y escritor inglés.

## Biografía
Fue alumno del arquitecto Sir John Soane, de 1824 a 1830; luego se convirtió en asistente de Soane, ocupando el puesto hasta la muerte de Soane en 1837. El testamento de Soane preveía que Richardson fuese el curador asistente y bibliotecario del Museo Soane, pero por razones económicas no se le ofreció el puesto. Durante un tiempo, Richardson intentó sin éxito, establecer una academia de arquitectura. Se convirtió sin embargo en miembro del Royal Institute of British Architects en 1838, permaneciendo como miembro hasta 1868.
De 1845 a 1852, fue maestro de arquitectura en la escuela de diseño de Somerset House. En 1852 diseñó los Jardines de Harrington House; en 1853 trabajó en la zona de Belsize Park, en Hampstead, Londres; y en 1856 trabaja en conjunto de casas en Queen's Gate, en Hyde Park. 
Falleció en 1871.

## Trabajos publicados
- El techo de la Capilla Real de Holbein, en St. James, de 1837.
- Observaciones sobre la Arquitectura de Inglaterra durante los Reinados de la Reina Elizabeth y James I, de 1837.

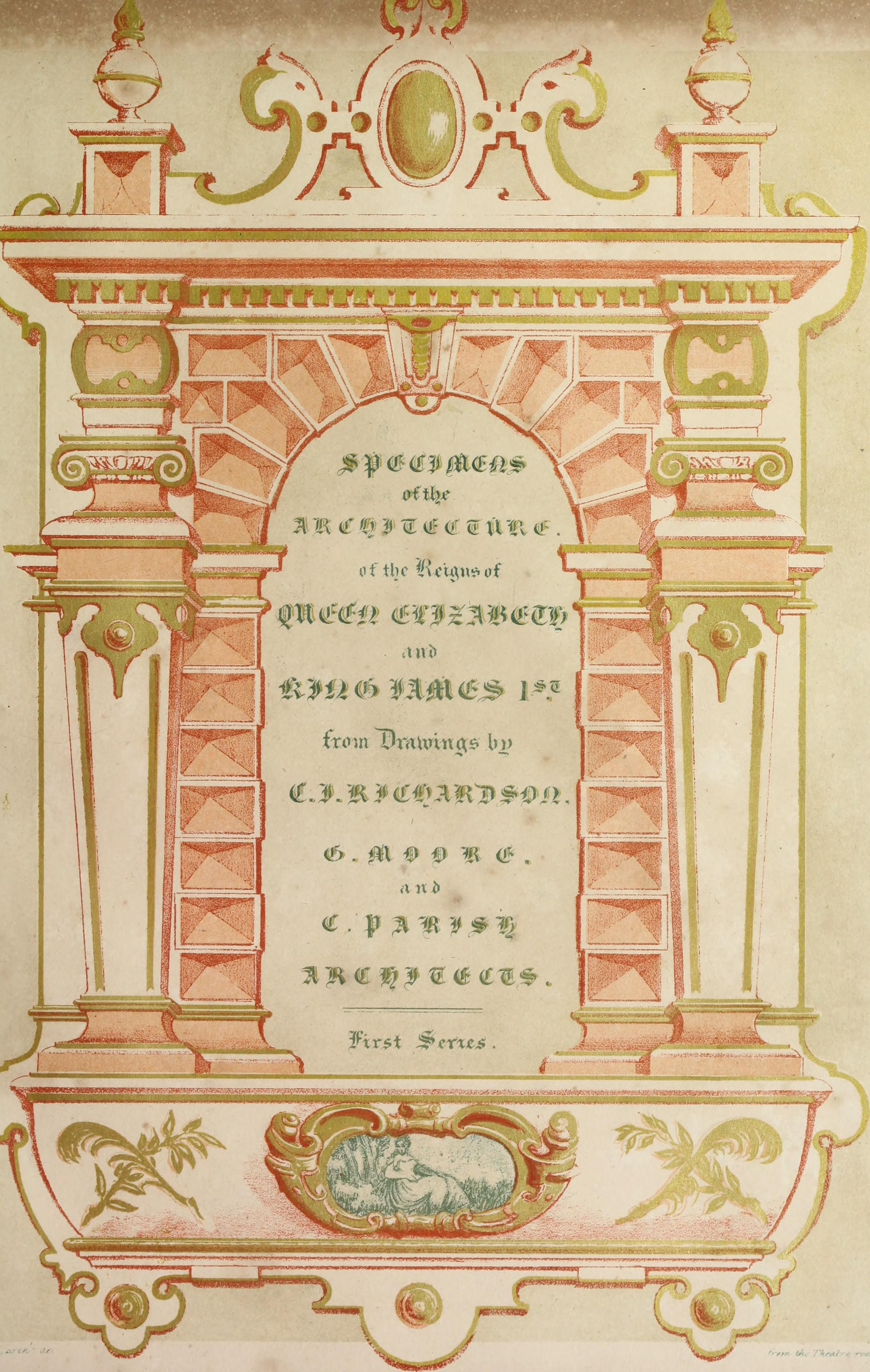
Observaciones sobre la Arquitectura de Inglaterra durante los Reinados de la Reina Elizabeth y James I, página de título

- Un diseño para reformar Holborn Valley, de 1837; reeditado en 1863.
- Un tratado popular sobre el calentamiento y ventilación de los edificios, de 1837.
- Descripción de los aparatos de calentamiento, de 1839.
- Restos arquitectónicos de los reinados de Elizabeth y Jmes I, de 1840.
- Estudios de mansiones inglesas antiguas, 4 volúmenes, de 1841 a 1848.
- La guía del trabajador para el estudio de la arquitectura inglesa antigua, de 1845.
- Una carta al Consejo de la Primera Escuela Gubernamental de Diseño, de 1846.
- Estudios de diseño ornamental, de 1851.
- La molestia del humo y su remedio, 1869.
- Dibujos pintorescos para Mansiones, Villas, Logias, etc. de 1870. Fue un trabajo popular e influyente que favorecía el estilo Tudor, con una segunda edición denominada La casa inglesa, de la cabaña a la mansión, de 1871; y otras tres ediciones posteriores con este último nombre. Hubo una edición en la ciudad de Nueva York en 1873, como Construcción de casas, de una cabaña a una mansión.[4][5][6]

- Una colección de 549 dibujos originales de arquitectos ingleses, con varios volúmenes de bocetos, incluyendo diseños de John Vanbrugh, Robert Adam, John Thorpe, y Charles Heathcote Tatham, y dibujos de edificios, mobiliario, y ornamentos, principalmente del periodo de la reina Elizabeth. Muchos de estos dibujos, provenían de la colección de John Soane. Richardson hizo dos ventas de esta colección a la biblioteca del South Kensington Museum, en 1863–1864. Había tomado prestados de Soane, de Adam y de William Chambers, argumentando que pretenda copiarlos, aunque nunca los devolvió. Ahora en el Victoria&Albert Museum, estos dibujos representan la colección principal del trabajo de John Soane, y además del Soane Museum.[1]
- Dos volúmenes con sus propios diseños, extraídos de The Builder. Pertenecen hoy a la biblioteca del Museo Británico.
- Un volumen con ilustraciones de Soane, que vieron la luz en 2003 en la British Library. Estos dibujos llegaron a través del British Museum, vía el librero James Rimell, en 1869.[7]
- Un cuaderno de dibujos con vistas y detalles de la casa de Richardson en Ealing; y una colección de dibujos que Richardson utilizaba en sus charlas sobre arquitectura, y que fueron donados al Soane Museum.